# Kocibórz
Kocibórz (deutsch Kattmedien) ist ein Ort in der polnischen Woiwodschaft Ermland-Masuren und gehört zur Gmina Reszel (Stadt- und Landgemeinde Rößel) im Powiat Kętrzyński (Kreis Rastenburg).

## Geographische Lage
Kocibórz liegt in der nördlichen Mitte der Woiwodschaft Ermland-Masuren, fünf Kilometer südöstlich der einstigen Kreisstadt Rößel (polnisch Reszel) und 14 Kilometer südwestlich der heutigen Kreismetropole Kętrzyn (deutsch Rastenburg).

## Geschichte
Der nach 1820 Katmedien genannte Ort war bis 1945 ein kleines Gutsdorf. Am 17. Februar 1361 wurden 15 Hufen auf dem Feld Katmedien verschrieben. 1785 war Kattmedien „ein adlig Gut und Vorwerk mit 5 Feuerstellen“. 1874 wurde es in den neu errichteten Amtsbezirk Klawsdorf (polnisch Klewno) eingegliedert, der zum Kreis Rößel im Regierungsbezirk Königsberg (1905 bis 1945: Regierungsbezirk Allenstein) in der preußischen Provinz Ostpreußen gehörte. Im Jahre 1820 zählte Kattmedien 82, 1885 schon 94 und 1905 sowie 1910 ebenso viele Einwohner.
Am 17. Oktober 1928 wurden die Gutsbezirke Legienen (polnisch Leginy) und Kattmedien in die Landgemeinde Labendzowo (1932 bis 1945 Schwanau, polnisch Łabędziewo) eingemeindet, die zum gleichen Datum in Landgemeinde „Legienen“ umbenannt wurde. Diese neue Landgemeinde wurde am 11. März 1930 in den Amtsbezirk Loszainen (1936 bis 1945 „Amtsbezirk Loßainen“, Ortsname polnisch Łężany) umgegliedert umgegliedert.
In Kriegsfolge wurde 1945 das gesamte südliche Ostpreußen an Polen übertragen. Dazu gehörte auch Kattmedien, das die polnische Namensform „Kocibórz“ erhielt. Heute ist es eine Ortschaft im Verbund der Stadt- und Landgemeinde Reszel (Rößel) im Powiat Kętrzyński (Kreis Rastenburg), bis 1998 der Woiwodschaft Olsztyn, seither der Woiwodschaft Ermland-Masuren zugehörig.

## Kirche
Bis 1945 war Kattmedien in die evangelische Kirche Rößel in der Kirchenprovinz Ostpreußen der Kirche der Altpreußischen Union sowie in die katholische Kirche St. Maria Magdalena in Legienen im damaligen Bistum Ermland eingepfarrt. Der Bezug zu Leginy besteht katholischerseits für Kocibórz auch heute noch, wobei die Pfarrei jetzt zum Erzbistum Ermland gehört. Die evangelischen Einwohner Kattmediens orientieren sich zur Pfarrei in Kętrzyn in der Diözese Masuren der Evangelisch-Augsburgischen Kirche in Polen.

## Verkehr
Kocibórz liegt östlich der Woiwodschaftsstraße 590 und ist über eine Nebenstraße (frühere deutsche Reichsstraße 141) bzw. einen Landweg von Święta Lipka (Heiligelinde) aus über die Ortsstelle Fiugaty (Fingatten) zu erreichen. Ein Bahnanschluss existiert nicht.